# Affranchis
Affranchis è il secondo album in studio del rapper francese Sofiane, pubblicato il 26 gennaio 2018 dalla Suther Kane.

## Tracce
1. Cramé – 3:44
2. #JesuispasséchezSo EP 11 – 2:40
3. Sous contrôle – 3:17
4. Loungue vie (feat. Ninho e Hornet La Frappe) – 3:22
5. Arafricain (feat. Maître Gims) – 2:59
6. 200 – 4:24
7. Mistigris (feat. Kaaris) – 3:20
8. Sa mère – 3:32
9. T'es une galère – 3:47
10. Madame Courage (feat. Soolking) – 4:37
11. Je fais la fête – 3:00
12. IDF (feat. Heuss l'Enfoiré) – 3:27
13. #Cpasdmafaute (feat. Bakyl) – 3:40
14. Lundi – 3:55
15. Coluche – 3:19

## Classifiche
| Classifica (2018) | Posizione massima |
| ----------------- | ----------------- |
| Belgio (Fiandre)  | 153               |
| Belgio (Vallonia) | 2                 |
| Francia           | 1                 |
| Svizzera          | 13                |